# Strand (Norvegia)
Strand è un comune norvegese della contea di Rogaland.